# Supercopa de Bulgaria

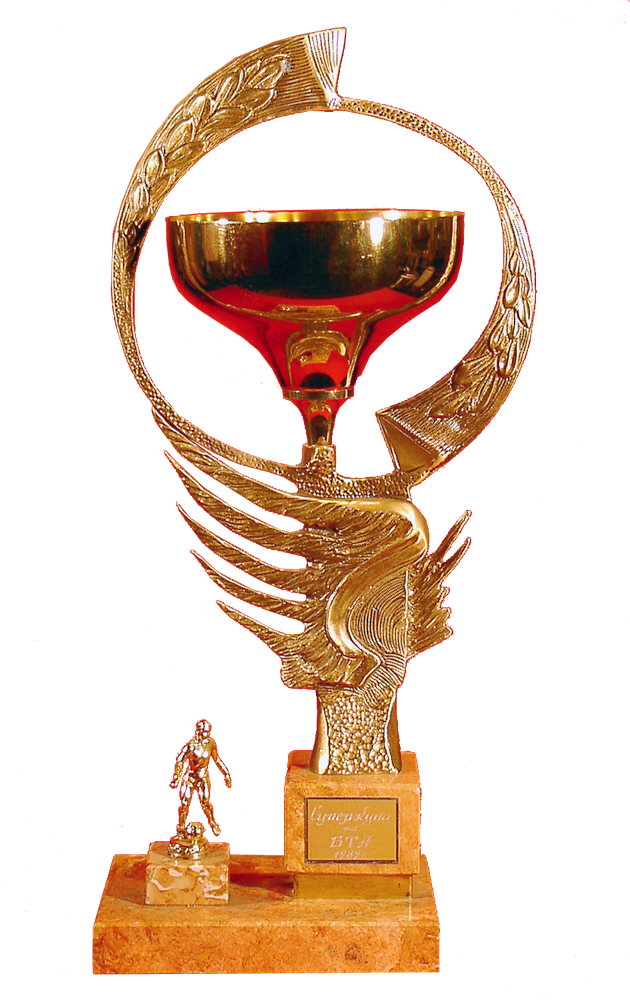
El trofeo de 1989.

La Supercopa de Bulgaria (en búlgaro: Суперкупа на България) es una competición de fútbol que se celebra anualmente en Bulgaria. Se enfrentan en un partido único (anteriormente era ida y vuelta) los clubes que han ganado la Liga y la Copa del año anterior en Bulgaria. 
La primera supercopa de Bulgaria se celebró en 1989, pero se interrumpió durante trece años, retomándose en la temporada 2003-04. En caso de que un equipo haya ganado el año anterior las dos competiciones acudirá el otro equipo finalista de la copa. El Ludogorets Razgrad es el club con más victorias en este torneo (8).

## Historia

### Creación en 1989
El primer partido de la Supercopa de Bulgaria se celebró en 1989. El partido fue propuesto por Kiril Zaharinov, editor de deportes en la Agencia de Noticias de Bulgaria y secretario del sindicato de los periodistas deportivos de Bulgaria. El trofeo original de la Supercopa se fabricó en Italia y tenía 80 cm de altura, con un peso de 15 kg. En la actualidad se conserva en el museo del CSKA Sofía.
El partido se celebró el 18 de julio de 1989 en el estadio 9 de septiembre de Burgas, en el que se enfrentaron el campeón búlgaro de liga y Copa 1988-89, el CFKA Sredets (actualmente CSKA Sofia), y el finalista de la Copa de Bulgaria, el Chernomorets Burgas. El CSKA ganó el partido por 1-0 gracias a un gol de Hristo Stoichkov.
Cinco meses después estallaron las revoluciones de 1989 en Europa del Este y la competición fue suspendida indefinidamente.

### Continuación en 2004
Catorce años después, la Liga de Fútbol Profesional de Bulgaria decidió restaurar la competición mediante la organización de un partido de Supercopa entre el campeón de la temporada 2003-04, el Lokomotiv Plovdiv, y el campeón de la Copa de Bulgaria 2003-04, el Litex Lovech. El partido se celebró en el estadio Naftex de Burgas y el Lokomotiv ganó 1-0 después de un gol en el último minuto de Ivan Paskov.
Desde la victoria del Lokomotiv Plovdiv en 2004, sólo dos equipos han ganado la Supercopa: el CSKA Sofia (en los años 2006 y 2008) y el Levski Sofia (años 2005, 2007 y 2009). El Litex Lovech, el finalista de la edición 2004, perdió tres partidos más de Supercopa desde entonces (2007, 2008 y 2009). Finalmente, el Litex Lovech logró ganar la Supercopa en 2010. El CSKA Sofia, campeón de copa, venció al Litex Lovech con un marcador final de 3-1 en 2011 y se convirtió en el equipo más laureado de la competición.
En 2012 el Ludogorets Razgrad se convirtió en el quinto equipo campeón de Supercopa en el palmarés al derrotar al Lokomotiv Plovdiv en el estadio Lazur por tres goles a uno.
A partir de 2004 se hace un nuevo trofeo todos los años, ya que se decidió que cada ganador de la Supercopa debía conservar el trofeo a perpetuidad. El trofeo actual también fue diseñado en Italia en 2007 y mide 100 cm de altura.

## Palmarés
| Temporada | Fecha                                                    | Campeón                                                  | Resultado                                                | Subcampeón                                               | Sede de la final                                         |
| --------- | -------------------------------------------------------- | -------------------------------------------------------- | -------------------------------------------------------- | -------------------------------------------------------- | -------------------------------------------------------- |
| 1989      | 15.07.1989                                               | CFKA Sredets                                             | 1 - 0                                                    | Chernomorets Burgas                                      | Estadio Chernomorets, Burgas                             |
| 2004      | 31.07.2004                                               | Lokomotiv Plovdiv                                        | 1 - 0                                                    | Litex Lovech                                             | Estadio Naftex, Burgas                                   |
| 2005      | 31.07.2005                                               | Levski Sofia                                             | 1 - 1 (3-1 pen.)                                         | CSKA Sofia                                               | Estadio Vasil Levski, Sofía                              |
| 2006      | 30.07.2006                                               | CSKA Sofia                                               | 0 - 0 (3-0 pen.)                                         | Levski Sofia                                             | Estadio Vasil Levski, Sofía                              |
| 2007      | 26.07.2007                                               | Levski Sofia                                             | 2 - 1                                                    | Litex Lovech                                             | Estadio Vasil Levski, Sofía                              |
| 2008      | 03.08.2008                                               | CSKA Sofia                                               | 1 - 0                                                    | Litex Lovech                                             | Estadio Vasil Levski, Sofía                              |
| 2009      | 01.08.2009                                               | Levski Sofia                                             | 1 - 0                                                    | Litex Lovech                                             | Estadio Vasil Levski, Sofía                              |
| 2010      | 12.08.2010                                               | Litex Lovech                                             | 2 - 1                                                    | Beroe Stara Zagora                                       | Estadio Vasil Levski, Sofía                              |
| 2011      | 30.07.2011                                               | CSKA Sofia                                               | 3 - 1                                                    | Litex Lovech                                             | Estadio Lazur, Burgas                                    |
| 2012      | 11.07.2012                                               | Ludogorets Razgrad                                       | 3 - 1                                                    | Lokomotiv Plovdiv                                        | Estadio Lazur, Burgas                                    |
| 2013      | 10.07.2013                                               | Beroe Stara Zagora                                       | 1 - 1 (5-3 pen.)                                         | Ludogorets Razgrad                                       | Estadio Vasil Levski, Sofía                              |
| 2014      | 13.08.2014                                               | Ludogorets Razgrad                                       | 3 - 1                                                    | Botev Plovdiv                                            | Estadio Lazur, Burgas                                    |
| 2015      | 12.08.2015                                               | Cherno More Varna                                        | 1 - 0                                                    | Ludogorets Razgrad                                       | Estadio Lazur, Burgas                                    |
| 2016      | Edición cancelada entre Ludogorets Razgrad y CSKA Sofia. | Edición cancelada entre Ludogorets Razgrad y CSKA Sofia. | Edición cancelada entre Ludogorets Razgrad y CSKA Sofia. | Edición cancelada entre Ludogorets Razgrad y CSKA Sofia. | Edición cancelada entre Ludogorets Razgrad y CSKA Sofia. |
| 2017      | 09.08.2017                                               | Botev Plovdiv                                            | 1 - 1 (5-4 pen.)                                         | Ludogorets Razgrad                                       | Estadio Lazur, Burgas                                    |
| 2018      | 05.07.2018                                               | Ludogorets Razgrad                                       | 1 - 0                                                    | Slavia Sofia                                             | Trace Arena, Stara Zagora                                |
| 2019      | 03.07.2019                                               | Ludogorets Razgrad                                       | 2 - 0                                                    | Lokomotiv Plovdiv                                        | Estadio Vasil Levski, Sofía                              |
| 2020      | 02.08.2020                                               | Lokomotiv Plovdiv                                        | 1 - 0                                                    | Ludogorets Razgrad                                       | Ludogorets Arena, Razgrad                                |
| 2021      | 17.07.2021                                               | Ludogorets Razgrad                                       | 4 - 0                                                    | CSKA Sofia                                               | Estadio Vasil Levski, Sofía                              |
| 2022      | 01.09.2022                                               | Ludogorets Razgrad                                       | 2 - 2 (4-3 pen.)                                         | Levski Sofia                                             | Estadio Vasil Levski, Sofía                              |
| 2023      | 10.02.2024                                               | Ludogorets Razgrad                                       | 1 - 1 (4-2 pen.)                                         | CSKA 1948 Sofia                                          | Estadio Ivaylo, Veliko Tarnovo                           |
| 2024      | 04.02.2025                                               | Ludogorets Razgrad                                       | 3 - 2                                                    | Botev Plovdiv                                            | Estadio Hristo Botev, Plovdiv                            |

## Títulos por club
| Club                | Títulos | Subtítulos | Años campeón                                   |
| ------------------- | ------- | ---------- | ---------------------------------------------- |
| Ludogorets Razgrad  | 8       | 4          | 2012, 2014, 2018, 2019, 2021, 2022, 2023, 2024 |
| CSKA Sofia          | 4       | 2          | 1989, 2006, 2008, 2011                         |
| Levski Sofia        | 3       | 2          | 2005, 2007, 2009                               |
| Lokomotiv Plovdiv   | 2       | 2          | 2004, 2020                                     |
| Litex Lovech        | 1       | 5          | 2010                                           |
| Botev Plovdiv       | 1       | 2          | 2017                                           |
| Beroe Stara Zagora  | 1       | 1          | 2013                                           |
| Cherno More Varna   | 1       | -          | 2015                                           |
| Chernomorets Burgas | -       | 1          | -----                                          |
| Slavia Sofia        | -       | 1          | -----                                          |
| CSKA 1948 Sofia     | -       | 1          | -----                                          |